# Робінзонада

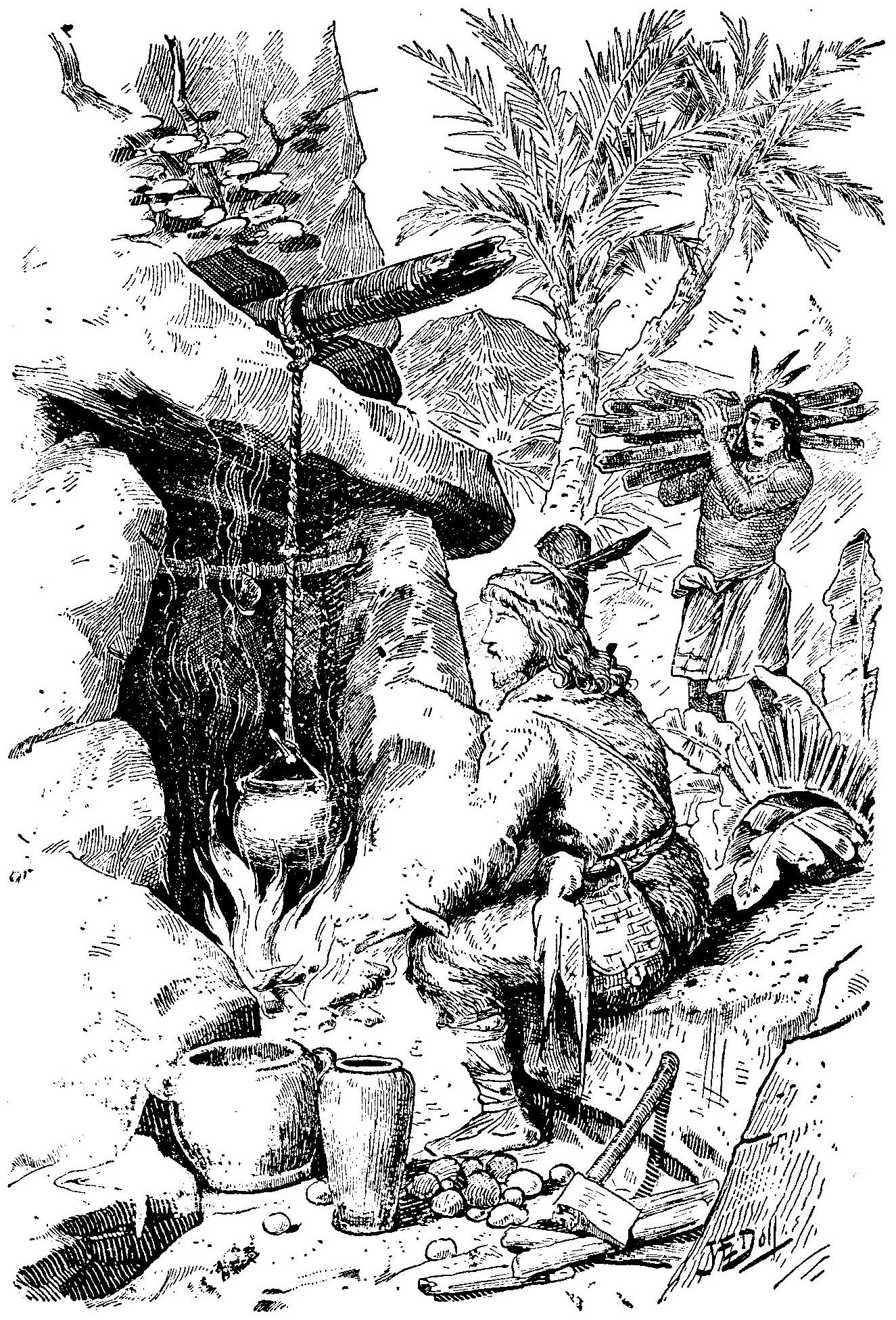
Д. Дефо «Робінзон Крузо» (1719)

Робінзона́да — піджанр пригодницької літератури, який слідом за романом Д. Дефо «Робінзон Крузо» (1719) описує перипетії виживання одного або декількох людей на безлюдному острові. Приклади — «Кораловий острів» Р. Баллантайна, «Таємничий острів» Ж. Верна, «Острів доктора Моро» Г. Уеллса, «Володар мух» В. Голдінга, «Острів напередодні» У. Еко. Серед інших робінзонад існує і українська — пригодницька повість Ігора Федіва та Вал. Златопольця (Валентина Отамановського) «Син України», видана 1919 року.
Про популярність роману Дефо в епоху Просвітництва свідчить той факт, що тільки німецькою мовою станом на 1760 бібліограф Кох нарахував не менше сорока робінзонад. Сам термін вперше був використаний в передмові до філософської утопії «Острів Фельзенбург» (1731).
Тема виживання людини на безлюдному острові була відома світовій літературі задовго до публікації роману Дефо. Арабський автор Ібн Туфайль ще в XII столітті описав життя людини, що з народження живе на дикому острові. Схожі ситуації змальовані в «Правдивії історії» Лукіана та в Шекспіровій «Бурі».
У більш широкому сенсі під робінзонадою розуміються всі твори (не тільки літературні, а й фільми, як, наприклад, «Залишитися в живих»), які малюють життя і пригоди «відокремлених особистостей поза суспільством» (А. Анікст). При такому підході під визначення робінзонади підпадають розповіді про «дітей джунглів» — Мауглі і Тарзана, а також, романи «Семеро братів» Алексіса Ківі і «Пан» Кнута Гамсуна. Серед науково-фантастичних творів існує піджанр «космічної робінзонади».